# Museu Arqueológico de Aidone
O museu arqueológico de Aidone é um museu regional em Aidone, na província de Enna (Sicília); Se localiza em prédio que já foi um convento de capuchinhos dedicado a São Francisco. Foi inaugurado no verão de 1984 e preserva as descobertas de mais de trinta anos de escavações em Morgantina, ordenadas segundo critérios cronológicos e temáticos.

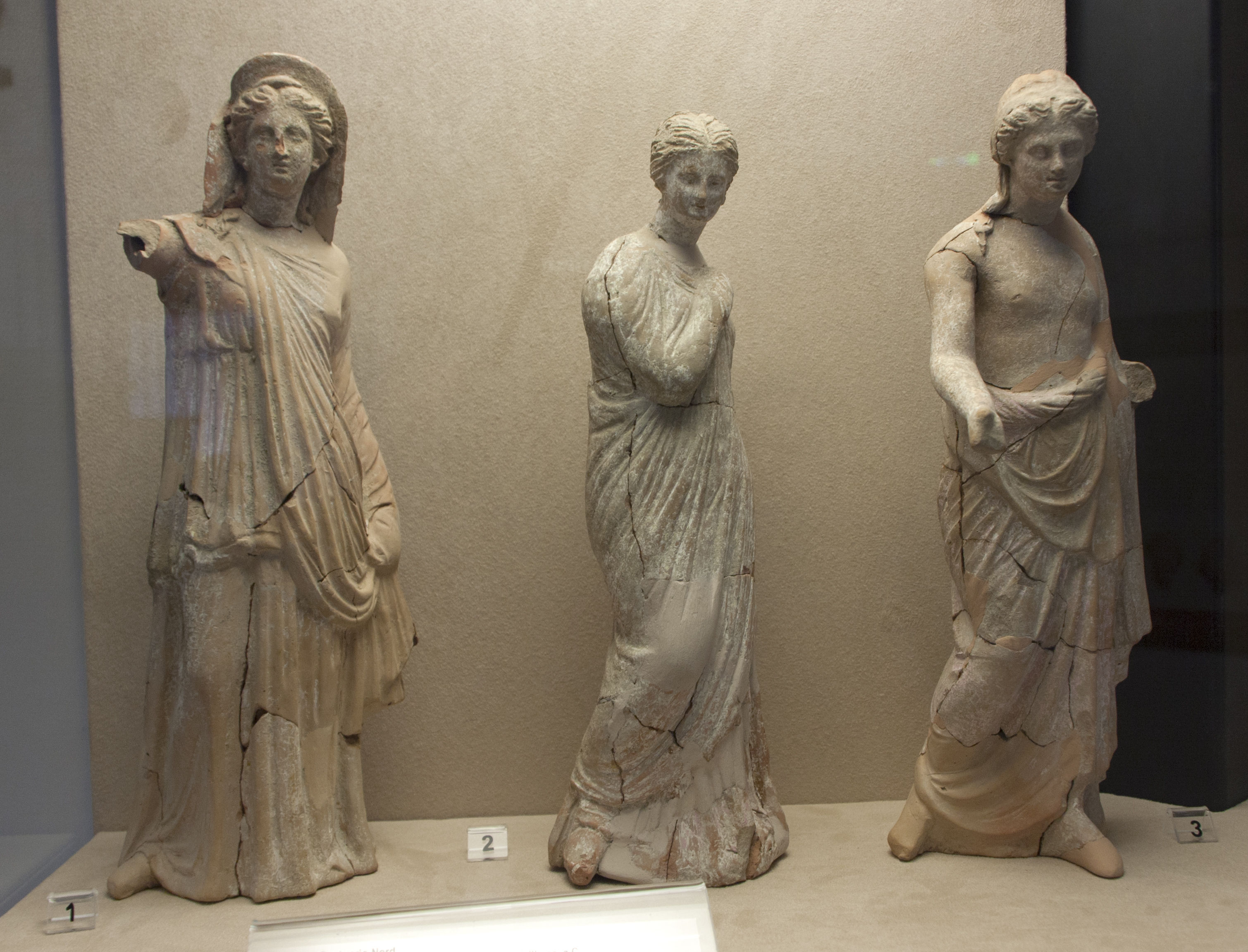
Esculturas do Museu Arqueológico de Aidone

## Acervo
Nas três salas de exibição há materiais da pré-história e início da formação da cidade, encontrados na vila de Casteluccio: machados de pedra de basalto polido, pequenos recipientes e fragmentos cerâmicos produzidos sem o uso de torno, com uma decoração em marcações lineares. Na seguinte cidade siciliana, o início da Idade do Ferro, pertence ao invés, a cerâmica acromática carenada formas, vermelho e castanho pasta fluida, o que é uma evidência de cultura de Ausónio em Lipari. As exposições pertencentes ao período do nono ao meio do século V a.C. testemunhar a coexistência de culturas e siciliano grega na cidade: antefixes de edifícios religiosos, "pithoi" "penas", doméstica un'arula em que é descrito um javali, um "Kernos" três xícaras eo grande cratera Eutimides com simpósio e amazononomaquia, utilizados para banquetes públicos. 
Os artefactos era clássica e Helenísticos, até que a destruição da cidade (AC 211), que consiste principalmente de cerâmica a partir do cemitério e os santuários urbanos de Deméter e Perséfone, incluindo vários bustos desta última, em adição a uma lâmpada de grande uma "tinta preta" com três bicos e um prato de peixe, talvez de Siracusa. O museu Uma estátua em calcário, sem cabeça, mais provável do Demeter deusa encontrada no santuário central em 1955 forneceu o material para mostrar que o Getty Museum em Malibu famoso Afrodite (Vênus) (EUA) vem precisamente de Morgantina.
Na antiga sacristia do convento estão expostos objetos do cotidiano de uso doméstico, agrícola e religioso, que fornecem um retrato da vida cotidiana dos moradores da cidade (todos os dias itens, utensílios de cozinha, brinquedos para crianças, berloques femininos, ferramentas para a agricultura).

## O retorno das deusas
O museu na década de 2010 está no centro dos acontecimentos de importância histórica. O governo italiano tem sido bem sucedido em obter o retorno de artefatos de valor incalculável saqueados por ladrões de túmulos, e, através do mercado negro comprados por grandes museus americanos. Em 13 de dezembro de 2009 voltaram do Museu da universidade de Virginia dois acroliti (duas cabeças, três mãos e três pés de mármore) de tempos gregos arcaicos, provavelmente pertencentes às deusas Deméter e Coré, adorados na antiguidade no centro de Sicília. 
Em 5 de dezembro de 2010, foi a vez do retorno do Metropolitan Museum de Nova Iorque de um serviço de dezesseis peças de prata para fins rituais e mesa, que pertenciam a tais Eupolemus, como revelam as inscrições nell'arula votiva. Finalmente, na primavera de 2011, a chamada Deusa de Morgantina retornou. É uma estátua de uma escola calcária traiçoeira com uma técnica acrolítica, na qual é mais provável que a deusa Demeter seja reconhecida. Agora ele é exibido no museu arqueológico regional de Aidone, onde foi apresentado em 17 de maio de 2011, na presença das autoridades. Hoje é visível para o público.

## A Deusa da Morgantina
A Deusa da Morgantina é uma estátua do sítio arqueológico homônima na Sicília, na província de Enna. É comprado anos atrás pelo Paul Getty Museum em Malibu, após um litígio durou anos entre a Itália e os Estados Unidos foi devolvido à Itália em 17 de março de 2011. Ele está agora em exposição no museu arqueológico em Aidone.
O Morgantina Vénus (Afrodite) é uma alta estátua 2,24 m de 8 pés, entalhada entre 425 aC e 400 a.C. na Sicília. O autor seria um discípulo direto de Fídias, operando na Magna Grécia. O material utilizado para esculpir é o mármore usado para o rosto e partes nuas do corpo, semelhante aos metopes de Selinunte. A cortina é, em vez disso, em tufo calcário, que foi confirmado como vindo da Sicília.

## Artigos relacionados
- Aidone
- Enna